# 下島裕司
下島 裕司（しもじま ゆうじ、1979年7月7日 - ）は、日本の元・プロレスラー、番組・映像制作会社東京サウンド・プロダクション元社員。元ビデオ・パック・ニッポン社員。リングネームはMr.マジックまたはUZ（ユージ）。身長173cm、体重74Kg。日本大学芸術学部映画学科卒業。B型、既婚。

## 経歴・戦歴
- 1990年1月7日から同年12月30日までフジテレビ系列で全51話が放映された、東映不思議コメディーシリーズ第11作の『美少女仮面ポワトリン』に出演していた元子役であった。
- 小さい頃から体操をやっていたためバク転を得意とし、上記の番組の出演の際も華麗なるバク転をたびたび披露していた。
- 「仮面ライダーBLACK RX」変身ベルトや「地球戦隊ファイブマン」DXアースカノンなどのCMにも出演していた。
- 日本大学芸術学部映画学科の卒業生で佐藤隆太が同期。
- FMW→WMFで登場したガルーダ（元FMW所属の森田友和）に対抗して、冬木弘道が登場させたWEW版ガルーダとして2002年8月23日にデビュー。
- デビュー戦で浜田文子に負け、マスクを脱ぐ。その後UZとリングネームを改名。
- WEWの消滅後、冬木軍プロモーションでリングアナに転向、そのままアパッチプロレス軍のリングアナを経て、一時リング上から姿を消す。
- 2005年5月5日の「マッスル4」に鶴見亜門が連れて来た覆面レスラー「ミスターマジック」として参戦、以後マッスルシリーズのレギュラーメンバーとして現在も参戦中。
- マッスルに参戦する傍ら、2006年にスタートしたUWAI STATIONにリングアナウンサーとして参加。
- UWAI STATIONでの下島車掌としての登場以来、他団体でもリングアナウンサーとして見ることがあった（DDT、ウルティモ・ドラゴン20周年記念興行、I.W.A.JAPAN、アパッチプロレス軍）。
- 2010年に解散したグレートプロレスにもUZとして定期参戦した。
- 自身の結婚披露宴では披露宴会場にリングを持ち込み、ザ・グレート・サスケを相手に自ら試合をしている。

## 過去に所属していた団体
- 冬木軍プロモーション
- WEW
- マッスル
- 西口ドア

## リングネーム遍歴
- （WEW版）ガルーダ
- UZ（ユージ）
- ミスターマジック
- 下島車掌
- 痛風丸

## 得意技
- スカイツイスタープレス
- ラ・ブファドーラ
- ムーンサルトプレス

## 子役時代の主な出演作
- 世界忍者戦ジライヤ 第39話
- 機動刑事ジバン 第13話
- 高速戦隊ターボレンジャー 第25話
- 美少女仮面ポワトリン レギュラー 本田カズヤ役
- 世にも奇妙な物語『バカばっかりだ!』
- 美空ひばり物語

## ビデオ・パック・ニッポン→東京サウンド・プロダクション
- アルバイトを経て入社。テレビ朝日『ワールドプロレスリング』のディレクター[1]。日本初のプロレス経験者の地上波テレビ番組ディレクターである。
- ビデオ・パック・ニッポン制作のプロレスDVDにはプロデューサーとして関わる。
- ビデオ・パック・ニッポンが、2017年7月1日付で同じテレビ朝日の連結子会社である東京サウンド・プロダクションに吸収合併されたため転籍。
- 2015年テレビ朝日『ワールドプロレスリング』のプロデューサーに就任。日本初のプロレス経験者の地上波テレビ番組プロデューサーとなった。

### 出演
- USTREAM（ビデオ・パック・ニッポン）『新日本プロレス公式BD・DVDチャンネル』2014年7月30日（ゲスト）[2]
- USTREAM（ビデオ・パック・ニッポン）『NJPW DVD DX』#2 - #5、#8、#10、#13、#18　2014年8月28日、9月25日、10月30日、11月20日、2015年2月26日、3月26日、6月9日、10月13日（以上ゲスト）

## 大会制作
- 東京サウンド・プロダクション退社後も引き続き『ワールドプロレスリング』や新日本プロレスワールドのプロデューサーを担当。
- 「ALL STAR Jr. FESTIVAL 2023」をきっかけに新日本プロレスを中心に特別なコンセプト大会の制作も行う。

### 主な制作担当大会
- LEC Presents ALL STAR Jr. FESTIVAL 2023
- LEC Presents All Star Jr. Festival U.S.A. 2023
- DESPE-invitacional supported by ROLLING CRADLE
- ザ・リーヴpresents 超人・石森太二は無茶をする
- BARB SASAKI Refereeing Life 25th ANNIVERSARY「CRAZY FEST」2025.03.10 KORAKUEN HALL supported by ROLLING CRADLE